# The Country Kid

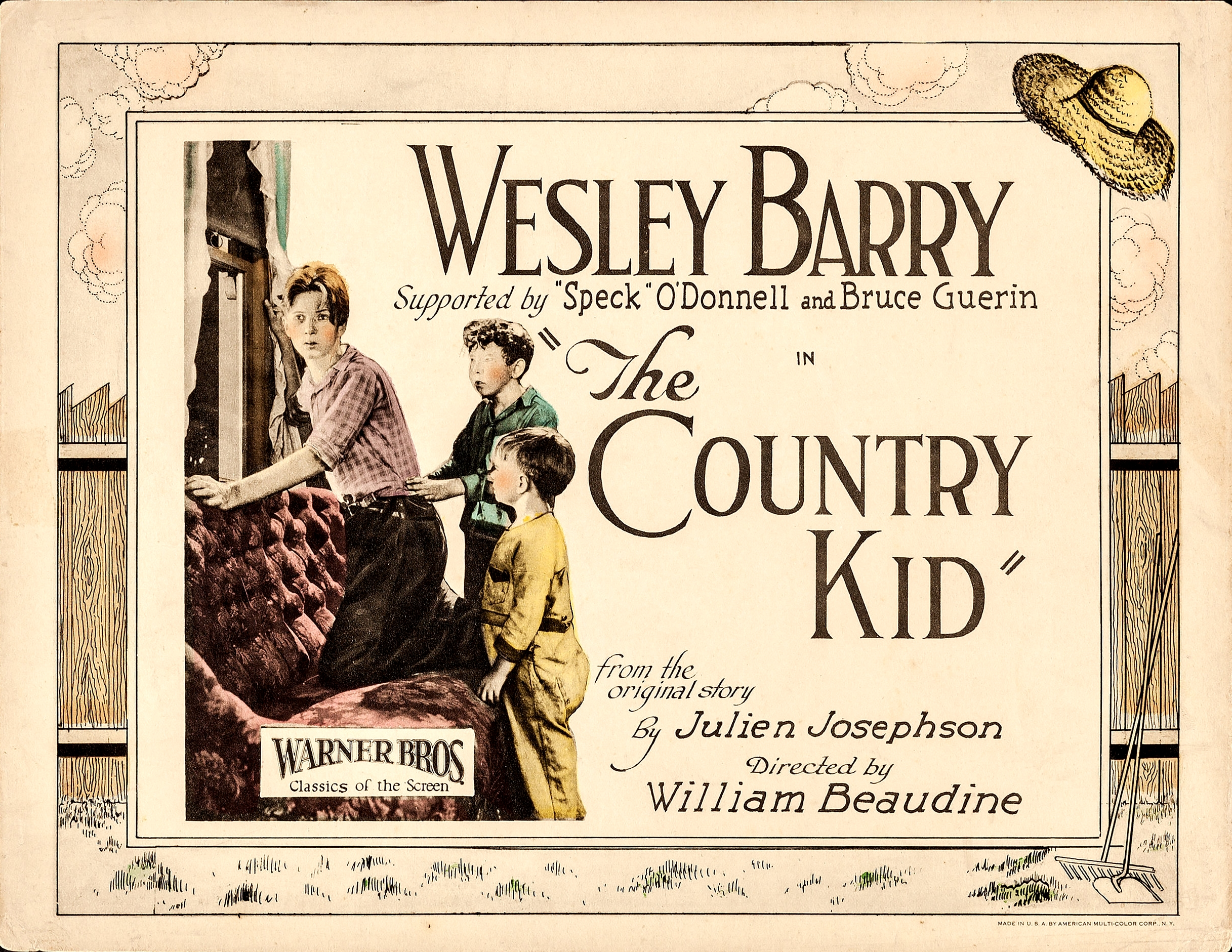
Carte promotionnelle du film.

The Country Kid est un film américain réalisé par William Beaudine, sorti en 1923.

## Synopsis
Trois frères orphelins luttent pour préserver leur héritage et rester ensemble. Ben Applegate, l'aîné des trois orphelins, gère la ferme que son père lui a laissée et prend en charge ses jeunes frères Joe et Andy. Leur oncle Grimes, tuteur légal désireux de prendre possession de la ferme, déclare Ben incompétent et envoie Joe et Andy dans un orphelinat. Lorsqu'un juge relève Grimes de ses fonctions, les jeunes sont réintégrés à la ferme et adoptés par un voisin affectueux et sa nouvelle épouse.

## Fiche technique
- Réalisation : William Beaudine
- Scénario : Julien Josephson
- Photographie : Edwin B. DuPar
- Montage : Clarence Kolster
- Genre : Mélodrame[2]
- Production : Warner Bros.
- Distributeur : Warner Bros.
- Durée : 60 minutes
- Date de sortie : 4 novembre 1923

## Distribution
- Wesley Barry : Ben Applegate
- Spec O'Donnell : Joe Applegate
- Bruce Guerin : Andy Applegate
- Kate Toncray : Mrs. Grimes
- Helen Jerome Eddy : Hazel Warren
- George Nichols : Mr. Grimes
- Edmund Burns : Arthur Grant
- George C. Pearce : The County Judge